# Justicia columbiensis
Justicia columbiensis är en akantusväxtart som först beskrevs av Emery Clarence Leonard, och fick sitt nu gällande namn av V.A.W. Graham. Justicia columbiensis ingår i släktet Justicia och familjen akantusväxter. Inga underarter finns listade i Catalogue of Life.